# Acalolepta pseudospeciosa
Acalolepta pseudospeciosa är en skalbaggsart som beskrevs av Stefan von Breuning 1965. Acalolepta pseudospeciosa ingår i släktet Acalolepta och familjen långhorningar.
Artens utbredningsområde är Laos. Inga underarter finns listade i Catalogue of Life.